# Tectocepheus shirakamiensis
Tectocepheus shirakamiensis är en kvalsterart som beskrevs av K. Fujikawa 200. Tectocepheus shirakamiensis ingår i släktet Tectocepheus och familjen Tectocepheidae. Inga underarter finns listade i Catalogue of Life.